# Presentismo
Em filosofia do tempo, presentismo é a tese que nem o futuro nem o passado existem. O oposto de presentismo é eternismo, a tese que aceita a existência em algum "lugar", de alguma maneira, eternamente, ou ao menos fora do tempo, do passado e do futuro. De acordo com o presentismo, eventos e entidades que estão inteiramente no passado ou inteiramente no futuro não existem efetivamente. O presentismo se opõe ao eternismo e a crescente teoria do bloco do tempo, que sustenta que eventos passados, como a Descobrimento do Brasil, e entidades do passado, como Alexandre, o Grande, existiram efetivamente, embora não no presente (eternismo, mas não a crescente teoria dos blocos, estende isso para os eventos do futuro como um todo). Dois assuntos diferentes que que se fundem no tempo. O regente é a eternidade e o tempo presente que invoca o passado e o futuro através da história.

## Antecedentes históricos
Agostinho de Hipona propôs que o presente é análogo a um fio de faca colocado exatamente entre o passado percebido e o futuro imaginário e não inclui o conceito de tempo. Os proponentes afirmam que isso deve ser evidente porque, se o presente for estendido, ele deve ter partes separadas – mas estas devem ser simultâneo se forem realmente uma parte do presente . De acordo com os primeiros filósofos, o tempo não pode ser simultaneamente passado e presente e, portanto, não pode ser estendido. Ao contrário de Santo Agostinho, alguns filósofos propõem que a experiência consciente se estende no tempo. Por exemplo, William James disse que o tempo é "a curta duração da qual somos imediata e incessantemente sensíveis". Outros filósofos presentistas antigos incluem a tradição Budismo Indiano. Fyodor Shcherbatskoy, um importante estudioso da era moderna em filosofia budista, escreveu extensivamente sobre o presentismo budista: "Todo passado é irreal, todo futuro é irreal, tudo imaginado, ausente, mental... Em última análise, real é apenas o momento presente da eficiência física [i.e., causação]]."
De acordo com J. M. E. McTaggart's "The Unreality of Time", existem duas maneiras de se referir a eventos: a [Série A e série B#Relação com outras ideias na filosofia do tempo|'Série A'] ] (ou 'tempo tenso': ontem, hoje, amanhã) e a 'B Series' (ou 'tempo livre': segunda, terça, quarta). O presentismo postula que a Série A é fundamental e que a Série B sozinha não é suficiente. Os presentistas sustentam que o discurso temporal requer o uso de tempos verbais, enquanto os "Velhos Teóricos B" argumentavam que a linguagem tensa poderia ser reduzida a fatos sem tempo (Dyke, 2004).
Arthur N. Prior argumentou contra teorias não tensas com as seguintes ideias: o significado de declarações como "Graças a Deus que acabou" é muito mais fácil de ver em uma teoria tensa com um distinto e presente "agora" '. Argumentos semelhantes podem ser feitos para apoiar a teoria do presentismo egocêntrico (ou realismo perspectivo), que sustenta que existe um "eu" distinto e presente'.
Na [[teoria da relatividade] moderna], o observador conceitual está em um ponto geométrico no espaço e no tempo no ápice do 'cone de luz ' que observa os eventos dispostos no tempo e no espaço. Observadores diferentes podem discordar sobre se dois eventos em locais diferentes ocorreram simultaneamente, dependendo se os observadores estão em movimento relativo (consulte relatividade da simultaneidade). Essa teoria depende da ideia do tempo como uma coisa estendida e foi confirmada por experimentos, dando origem a um ponto de vista filosófico conhecido como quatro dimensionalismo. Embora o conteúdo de uma observação seja estendido no tempo, o observador conceitual, sendo um ponto geométrico na origem do cone de luz, não se estende no tempo ou no espaço. Esta análise contém um paradoxo em que o observador conceitual não contém nada, mesmo que qualquer observador real precisaria ser o conteúdo estendido de uma observação para existir. Este paradoxo é parcialmente resolvido na teoria da relatividade definindo um 'quadro de referência' para abranger os instrumentos de medição usados por um observador. Isso reduz a separação de tempo entre os instrumentos para um conjunto de intervalos constantes.
Algumas das dificuldades e paradoxos do presentismo podem ser resolvidos mudando a visão normal do tempo como um recipiente ou coisa em si e vendo o tempo como uma medida de mudanças nas relações espaciais entre objetos. Assim, os observadores não precisam ser estendidos no tempo para existir e estar cientes, mas eles existem e as mudanças nas relações internas dentro do observador podem ser medidas por eventos contáveis estáveis.